# Leu românesc
Leul românesc (plural: lei, codul ISO 4217: RON) este unitatea monetară a României. 
Un leu este subdivizat în 100 bani (singular: ban).
Pe 1 iulie 2005, România a realizat o reformă monetară, schimbând leul anterior (codul ISO 4217: ROL) cu un leu nou (RON). 1 RON este egal cu 10 000 ROL. România a intrat în Uniunea Europeană pe 1 ianuarie 2007 și este de așteptat să treacă la moneda unică europeană, euro. Regimul actual al cursului de schimb al leului este cel de flotare controlată.

## Etimologie

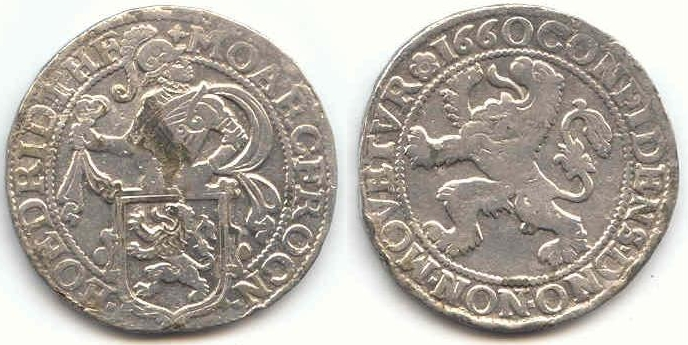
Löwenthaler (Taler-leu) olandez emis în 1660.

În secolul al XVII-lea în statele românești circulau printre alte monede, taleri-leu olandezi (în neerlandeză Leeuwendaalder, iar în germană Löwentaler și, până în 1901, Löwenthaler), denumiți astfel deoarece aveau gravat pe revers un leu rampant.
Chiar și după ieșirea din uz a talerilor, numele de „leu” a fost păstrat ca termen generic pentru monede. În 1867, leul românesc a devenit unitatea monetară a Principatelor Unite ale Moldovei și Țării Românești.

## Istorie
Cea mai veche monedă atestată pe teritoriul românesc este drahma de argint în greutate de 8 grame, emisă de pólisul (orașul) grecesc Histria în anul 480 î.Hr. Ea a fost urmată și de alte emisiuni de monedă ale polisurilor grecești din Dobrogea. Geto-dacii foloseau monede macedonene, apoi au început să emită monede proprii din argint, asemănătoare cu cele ale celților, pentru ca apoi să emită celebrii kosoni de aur. De asemenea monedele romane, cum sunt denarii republicani sau imperiali, au pătruns și ele pe teritoriul Daciei, înainte chiar de ocupația romană, dar au continuat să circule și după retragerea aureliană, fiind apoi înlocuiți de monede bizantine.
În formațiunile statale românești, s-a emis monedă, primul voievod care a emis monede fiind Vladislav I în Țara Românească, el bătând ducați munteni din argint, urmat de Petru Mușat în Moldova, acesta emițând groși de argint.
Spre deosebire de Țara Românească și Moldova, Transilvania a avut emisiuni monetare de tip vest-european: groși, oboli, dinari, creițari, guldeni, taleri și ducați, începând cu anul 1538 d.Hr.
Pe teritoriul românesc pătrund foarte multe monede, de-a lungul secolelor circulând: taleri turcești, galbeni ungurești și austrieci, zloți, carboave rusești, țechini venețieni, în total peste 100 de tipuri de monede. O emisie de monedă (1713) a costat până și capul unui domnitor. Este vorba de Constantin Brâncoveanu, cel care a emis o monedă-medalie cu efigia sa pe ea, încălcând astfel religia musulmană și considerată drept „un semn de independență”, dând motiv turcilor otomani să îi ceară capul.

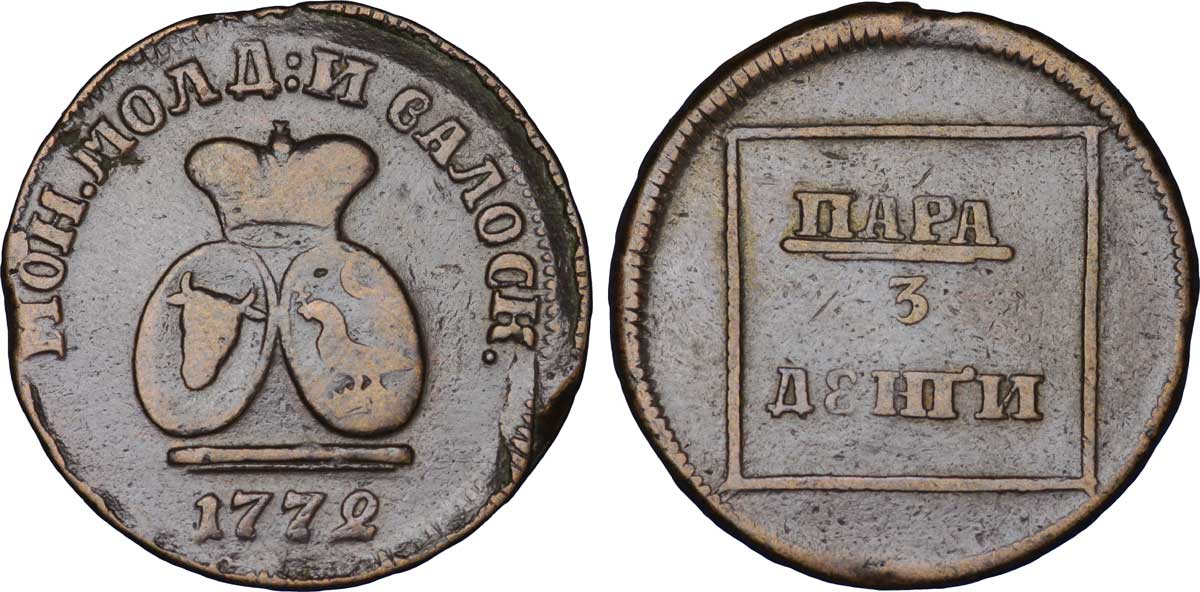
Monedă Sadagura cu valorile nominale de o para / trei denghi, care a circulat în Principatele Române (Moldova și Muntenia), emisă în 1772 de armata de ocupație rusă.

Monedele Sadagura au fost primele monede comune Principatelor Române Moldova și Muntenia, fiind puse în circulație de către armata de ocupație rusă, în timpul Războiului Ruso-Turc (1768-1774).
Prin Regulamentele Organice adoptate în 1831 în Țara Românească și în 1832 în Moldova, se stabilesc monedele care pot fi folosite pe teritoriul românesc: galbenul austriac, sfanțul de argint (din germană Zwanziger: „denumirea monedei de 20 creițari”),

Probă monetară de 5 sutimi din 1864

Ca o recunoaștere a Unirii, domnul Alexandru Ioan Cuza propune baterea de monedă, care să se numească „român”, sau „romanat” (după propunerea lui Ion Heliade Rădulescu). Acest lucru însă nu era posibil, fiind condiționat de cantitatea de metal prețios din vistieria statului, dar și de puterea otomană, care nu accepta emisia de monede proprii ale statelor vasale.
Cuza a bătut totuși în 1864 la Paris o monedă de aramă de cinci sutimi cu chipul lui, dar această monedă n-a fost pusă în circulație din cauza opoziției Turciei. I s-a întâmplat lui Cuza ceea ce i se întâmplase cu câțiva ani mai înainte Domnitorului Barbu Știrbei care, bătând monede fără învoirea Turciei, a fost silit să le retragă din circulație.

### Primul leu

#### Perioada antebelică

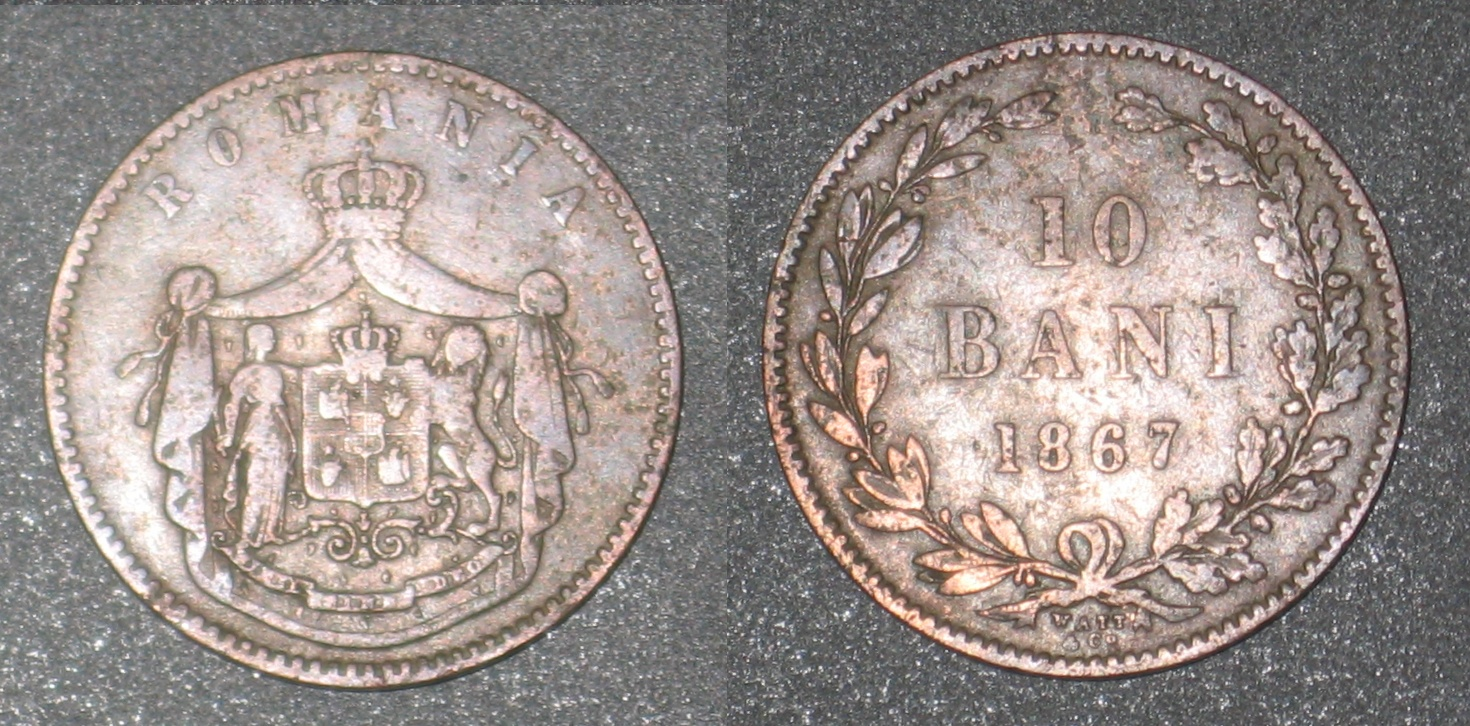
10 bani, 1867

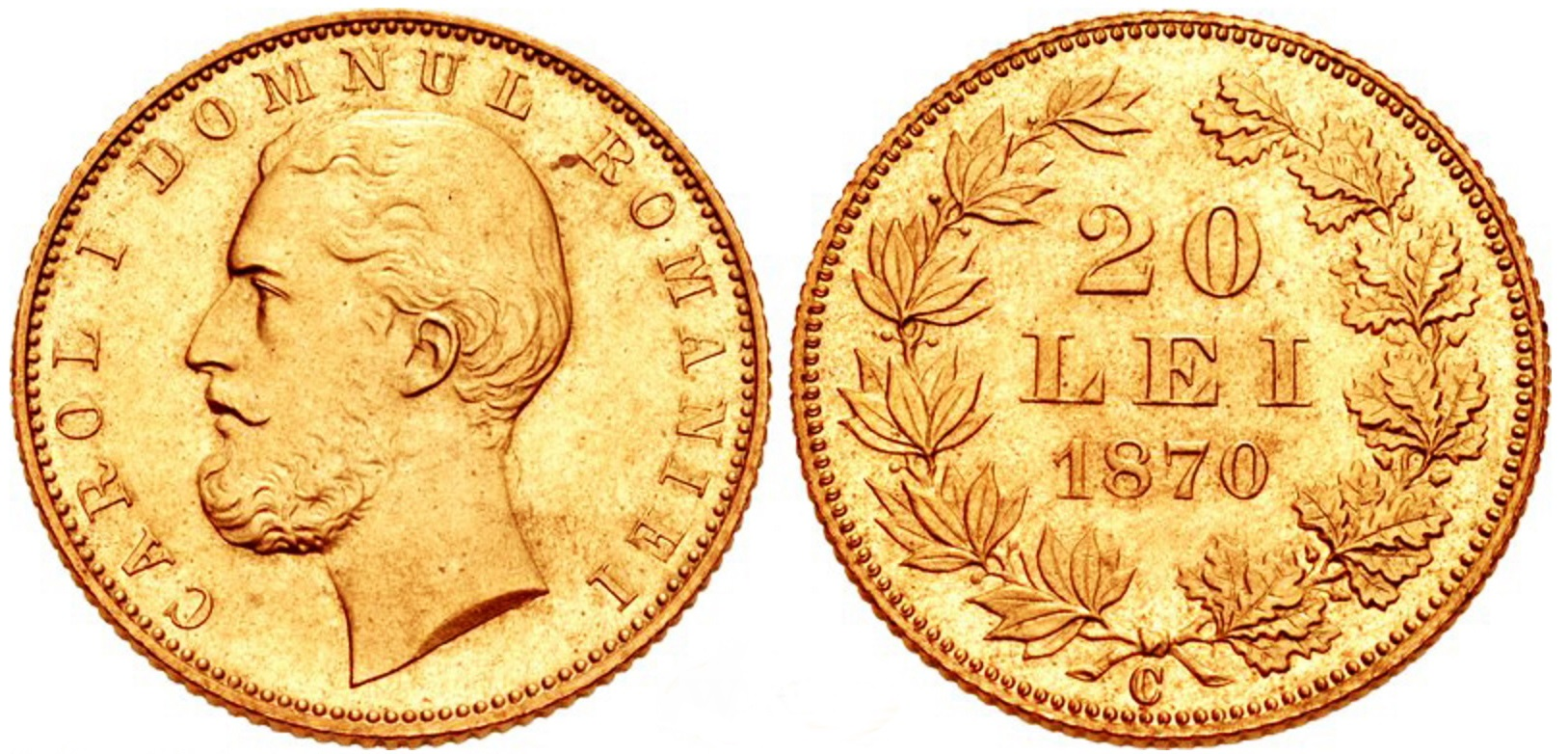
Monedă de aur, cu valoarea nominală de 20 de lei, emisă în 1870; diametrul monedei este de 21 mm, iar greutatea de 6,43 g.

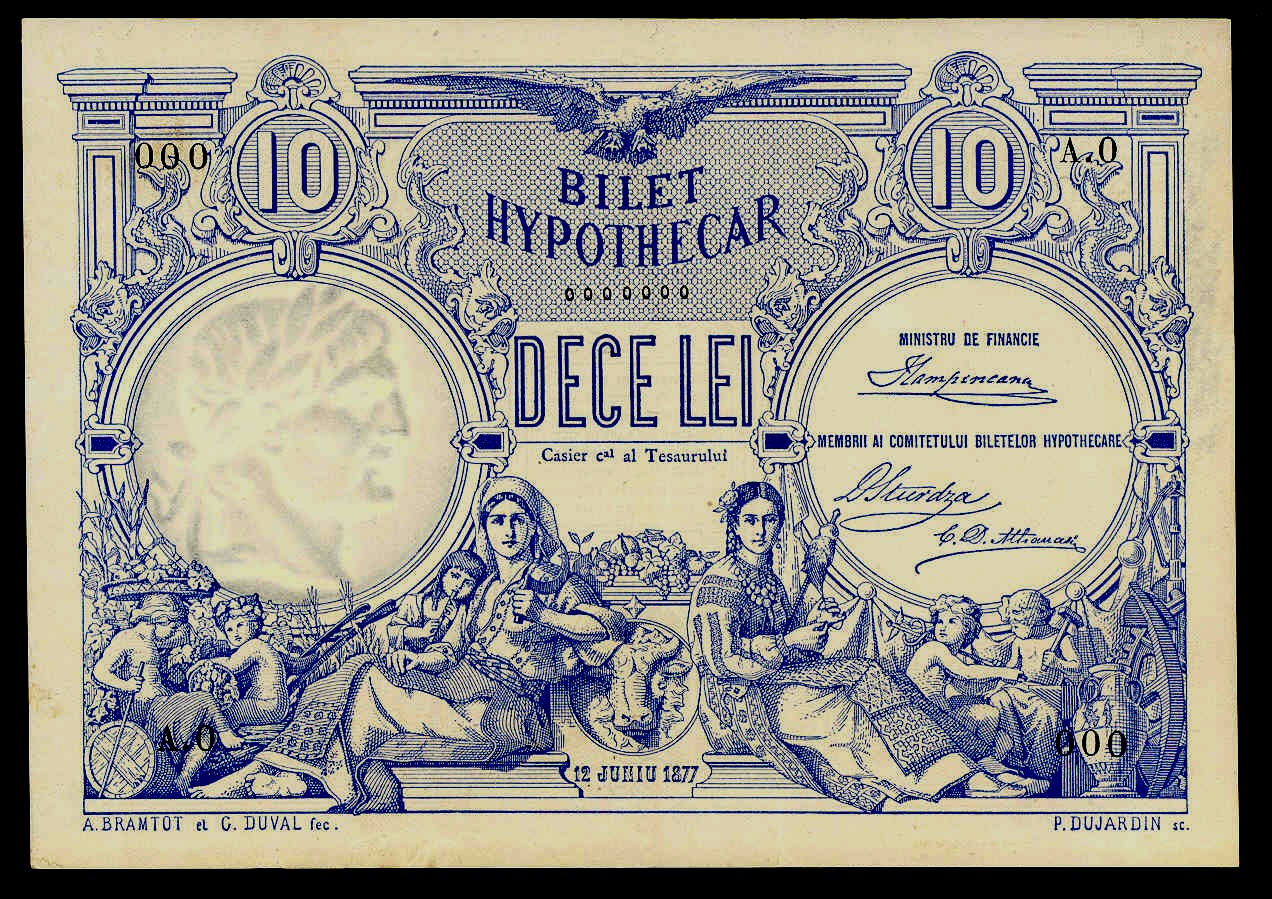
Bilet ipotecar de 10 lei, la 1877

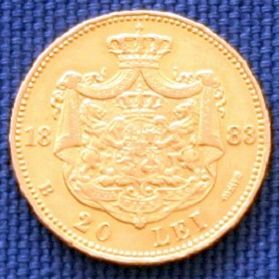
Monedă de aur, cu valoarea nominală de 20 de lei (revers), emisă în 1883, Uniunea Monetară Latină: titlul de 900‰, iar greutatea de 6,45 g.

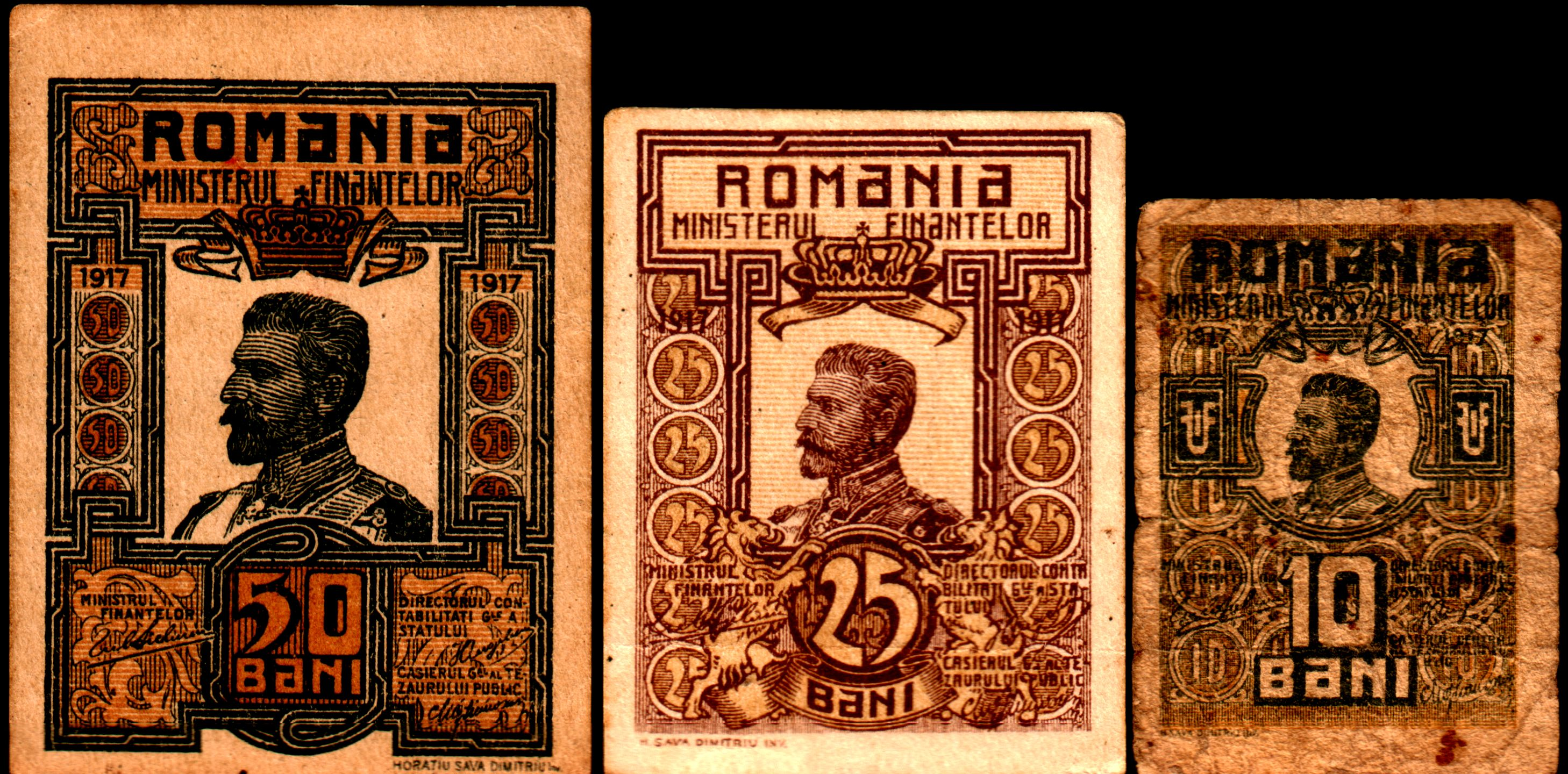
Bancnote de: 50 bani, 25 bani, 10 bani, cu chipul regelui Ferdinand, la 1917.
Bancnota de 10 bani a intrat în Cartea Recordurilor "Guinness" drept cea mai mică bancnotă din lume. A fost emisă în 1917, are ștampila Ministerului de Finanțe al României și are dimensiunile 27,5 x 38 mm.

La 22 aprilie 1867 a fost stabilită moneda națională leu, ca o monedă bimetalică cu etalonul la 5 grame de argint sau 0,3226 grame de aur și având 100 de diviziuni, numite bani. Primele monede emise au fost cele divizionare din bronz, cu valori nominale de 1 ban, 2 bani, 5 bani și 10 bani, care au fost bătute în Anglia în 1867.
În 1868, s-a emis prima monedă românească de aur cu valoarea nominală de 20 lei, într-un tiraj de doar 200 de exemplare, aceasta fiind considerată drept probă. Începând cu 1870 s-au emis și monede de argint cu valori nominale de 50 de bani (denumite popular „băncuțe”), 1 leu și 2 lei. Începând cu 1880 s-au emis și monede de argint de 5 lei. Monede din aur pentru circulație s-au bătut în 1883 și 1890.
La 3 martie 1870, a fost înființată Monetăria Statului, care a putut bate monedă, până în acel an monedele fiind bătute în majoritate în străinătate, mai ales la Birmingham. În acel an 1870, au fost bătute monedele de argint, cu valoarea nominală de 1 leu și de aur, cu valoarea nominală de 20 de lei, desenate de gravori celebri, în epocă, germani (Kullrich, Scharf) și francez (Paulin Tasset). Din cauza lipsei de monedă națională anterioare momentului 1870, toate taxele și vama erau plătite direct în aur; aurul străin era frecvent folosit, ca de exemplu moneda de 20 de franci francezi (cu valoarea de 20 lei), lira de aur turcească (22,70), imperialii ruși vechi (20,60) și suveranii englezi (25,22). Valuta intră astfel masiv în țară, mai ales rubla rusească, ceea ce a condus la măsuri drastice din partea unor miniștri, cum a fost Dimitrie A. Sturdza, supranumit „Mitiță roade ruble”, care a forțat un anumit curs de schimb și o anumită circulație de monedă.
Primele însemne monetare de hârtie sunt biletele ipotecare, emise conform legii din 12 iunie 1877, cu valorile nominale de 5 lei, 10 lei, 20 lei, 50 lei, 100 lei și 500 lei, de către Ministerul de Finanțe, pentru a obține fondurile necesare susținerii financiare a Războiului de Independență.
La 1 aprilie 1880, a fost înființată Banca Națională a României, care era singura abilitată să emită monedă de metal și hârtie.
Sediul Băncii Naționale a României a fost construit între 1884 și 1889, după planurile arhitecților francezi Albert Galleron și Joseph Cassien-Bernard.
Printr-o lege din 1900, s-a autorizat și emiterea de piese de nichel, cu valori nominale de 5, 10 și 20 bani, care au fost bătute la monetăria Bruxelles.
În 1906, s-au bătut o serie de monede de aur, cu valorile nominale de 12,5 lei, 20 lei, 25 lei, 50 lei și 100 lei, la sărbătorirea a 40 de ani de domnie a regelui Carol I.
Garantat în aur și argint, leul românesc a rămas o monedă europeană stabilă până la Al Doilea Război Mondial, în ciuda faptului că moneda a trecut prin diverse încercări precum:
- aurul Băncii Naționale a României, trimis la adăpost de invazia germană, în 1916 și 1917 la Moscova, a fost confiscat de puterea sovietică, iar doar o foarte mică fracțiune simbolică a fost înapoiată, în pofida cererilor reiterate de România;
- costurile unificării monetare din 1920 (7.079.000.000 lei), prin care România a răscumpărat monedele care circulau în teritoriile unite cu România între 1918 și 1919 (coroane austro-ungare, ruble), precum și leii fără acoperire emiși de Administrația Militară de Ocupație în România prin Banca Generală Română, în timpul Primului Război Mondial.

##### Uniunea Monetară Latină
România a aderat la Uniunea Monetară Latină (organizație monetară internațională, fondată pe regimul bimetalismului aur-argint) în 1889, odată cu Austro-Ungaria, Bulgaria, Venezuela, Serbia, Muntenegru și San Marino. Organizația fusese creată în 1865 de Franța, Belgia, Italia, Elveția, Luxemburg și a intrat în vigoare la 1 august 1866. Statelor fondatoare li s-au alăturat Grecia, apoi Spania, în 1868. Statele membre au fost de acord să schimbe moneda națională la un standard de 4,5 grame de argint sau 0,290322 grame de aur (un raport de 15,5 la 1) și să le facă în mod liber interschimbabile. Astfel, de exemplu, moneda de aur, cu valoare nominală de 20 de franci francezi avea aceeași valoare cu moneda cu valoare nominală de 20 de lei românești. Potrivit Tratatului, monedele fiecărui stat membru aveau curs legal în fiecare stat din Uniune (cu o plafonare pentru monedele divizionare de argint). 
Uniunea Monetară Latină s-a autodizolvat la 1 ianuarie 1927.

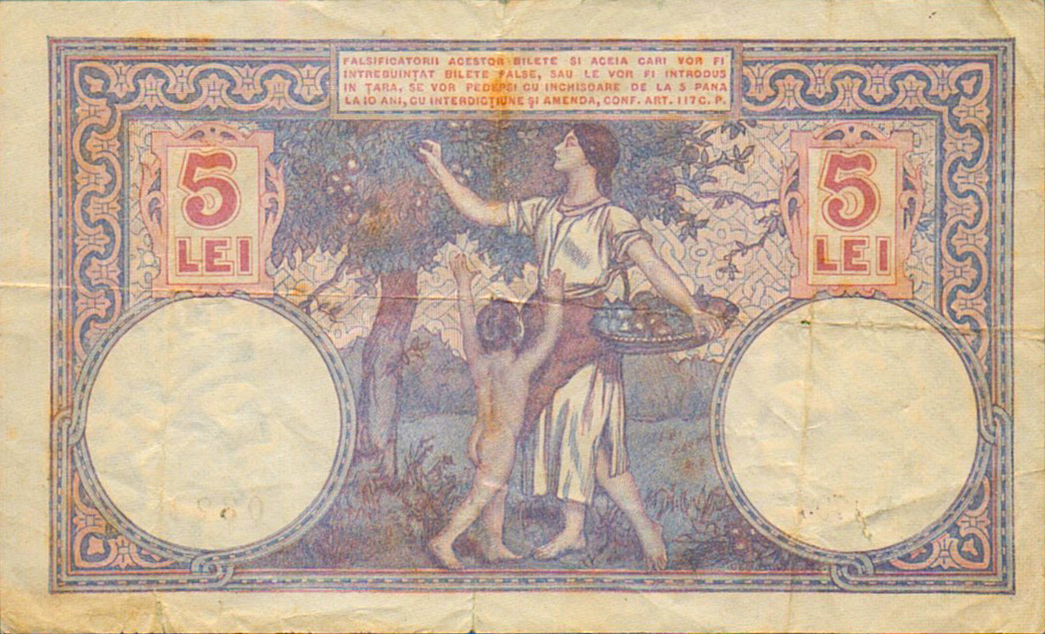
5 lei, 1920

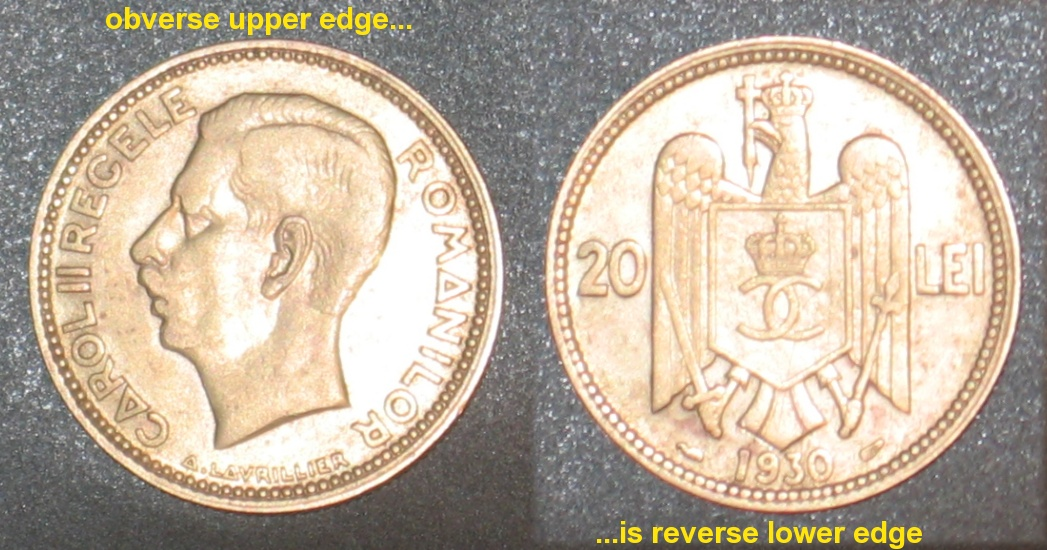
20 lei, 1930

#### Perioada interbelică și Al Doilea Război Mondial
După Primul Război Mondial, leul românesc intră pe panta inflației, din cauza distrugerii economiei românești în război și a preschimbării banilor străini (coroane austro-ungare, ruble rusești) din teritoriile nou-dobândite, precum și a banilor de ocupație emiși de armata germană. Inflația continuă într-un ritm moderat în perioada interbelică și în cea a celui de-Al Doilea Război Mondial.
Intrarea Armatei Roșii pe teritoriul țării, în 1944, aduce cu sine și impunerea către populație a acceptării leului de ocupație sovietic. Obligarea României la plata unor uriașe despăgubiri de război a dus inflația la rate astronomice în 1946 și, mai ales, în 1947. În 1946 este emisă moneda de 100 000 lei, iar la 25 iunie 1947 este emisă bancnota de 5 000 000 lei, acestea fiind însemnele monetare cu cel mai mare nominal din istoria României.

### Al doilea leu

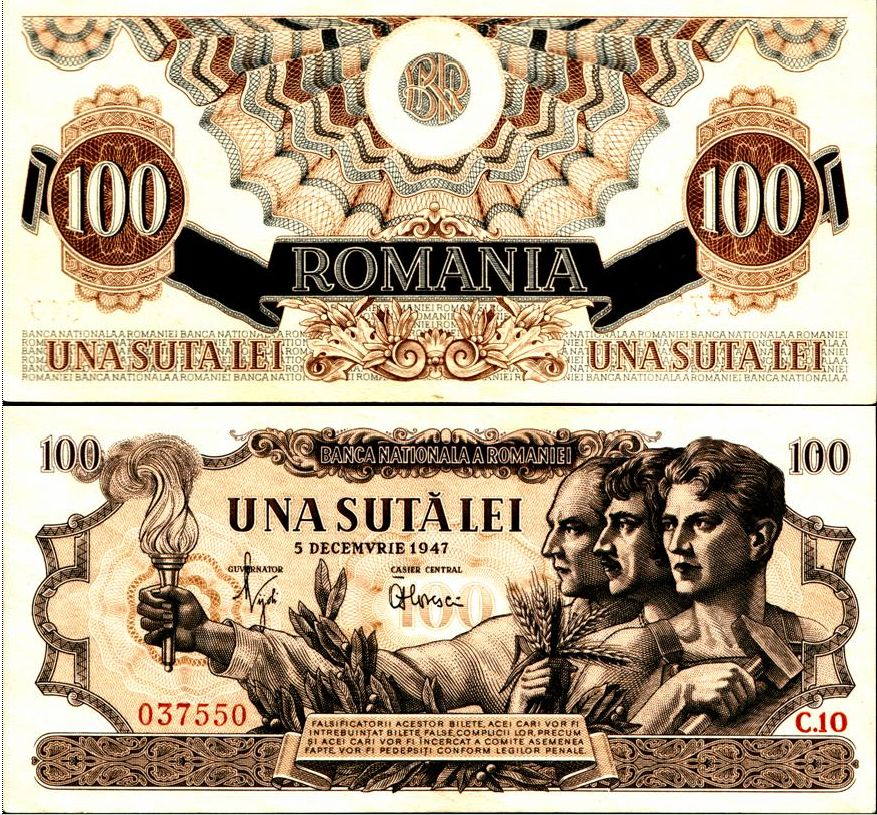
Ultima bancnotă, emisă la 5 decembrie 1947, înainte de instaurarea R.P.R.

În 1947, se face denominarea, la un raport de 1 leu stabilizat la 20 000 lei vechi. Reevaluarea este realizată de regimul comunist fără vreo avertizare prealabilă și fără posibilitatea de a schimba mai mult decât o sumă fixă din moneda veche. Acest lucru a fost făcut pentru a nu permite persoanelor din clasa de mijloc și cea de sus să păstreze o mare parte din venituri după naționalizare pentru a le folosi la rezistența împotriva colectivizării și a instalării definitive a comunismului în România. La vremea introducerii paritatea leu-dolar era de 150 de lei stabilizați pentru 1 dolar.

### Galerie de fotografii cu bancnote care au circulat între 1948-1952
| Bancnota de 1000 lei din iunie 1948 - revers Bancnota de 20 lei din iunie 1950 - revers | Bancnota de 1000 lei din iunie 1948 - avers Bancnota de 20 lei din iunie 1950 - avers |

Interesant de menționat că (doar) pe bancnotele de 20 lei din această perioadă este înscris „Ministerul Finanțelor” (în loc de „Banca Națională” sau „Banca R.P.R. - Banca de stat”).

### Al treilea leu (ROL)

#### Perioada comunistă
În 1952 se face reforma monetară, la un raport de 1 leu nou = 20 lei stabilizați. Spre deosebire de denominarea precedentă, diferite rate de schimb au fost utilizate pentru diferite modalități de schimb (bani lichizi, depozite bancare, datorii etc). Aceste parități variau între 20 și 400 de lei stabilizați pentru 1 leu nou. Niciun avertisment premergător nu a fost dat nici de data aceasta.

##### Galerie de fotografii cu bancnote din emisiunea 1952
|  |  |  |  |

Toate aceste bancnote au cunoscut două tipuri: cu serie și număr de culoare albastră (tipărite în România) și cu serie și număr de culoare roșie (tipărite în Cehoslovacia). Simultan cu bancnotele, au circulat și monede pentru subunități (1, 3, 5, 15, 25 și 50 bani), iar ulterior au fost introduse monede și pentru valorile unitare (1 și 3 lei). Monedele aveau stema pe revers.
În 1966 se emit monede și bancnote cu noua denumire a statului: Republica Socialistă România, acestea rămânând în circulație până după Revoluția română din 1989. În timp apar noi emisiuni de monede din aluminiu pentru subunități: 5 și 15 bani (în 1975), 25 bani (în 1982). În 1978 se emite moneda de 5 lei, tot din aluminiu. Emisiunile vechi rămân acceptate la plată, dar în timp bancnotele unitare (1, 3 și 5 lei) își reduc circulația.

##### Galerie de fotografii cu bancnotele din emisiunea 1966
|  |  |  |  |

În timpul regimului comunist, s-a renunțat la standardul aurului după ce au fost necesare ajustări 
drastice pentru a preveni inflația în urma denominărilor. După această decizie, leul și-a pierdut paritatea de schimb cu monedele străine și între 1970 și 1989, rata de schimb a fost stabilită de conducere prin măsuri legislative. Rata de schimb era utilizată de regim pentru a calcula valoarea comerțului către alte state. În România nu se putea găsi valută și nici nu putea fi vândută persoanelor private. Posesia sau vânzarea de valută era o faptă penală care putea fi pedepsită cu până la 10 ani de închisoare. Comerțul extern era considerat parte a altui circuit economic decât cel intern și i se acorda o importanță sporită. 

#### Perioada post-revoluționară
Prima emisiune monetară post-revoluționară este cea a monedei de 10 lei în 1990.

##### Galerie de fotografii cu bancnotele din emisiunea 1991-1994
Bancnotele sunt prezentate în ordinea lansării pe piață. 
Au apărut, în ordine, bancnotele de 500 lei (1991 - două emisiuni), 1000 lei (1991), 5000 lei (1991), 200 lei (1992), 500 lei (1992 - două filigrane), 1000 lei (1993), 5000 lei (1993) și 10 000 lei (1994). 
Bancnota de 500 lei are două variante diferite, prima din 1991 și a doua din 1992. 
Bancnotele de 1000 lei și 5000 lei au două variante asemănătoare, prima din 1991 (fără stemă) și a doua din 1993 (cu stemă).
|  |  |  |  |

Din cauza inflației, monedele și bancotele din perioada comunistă își pierd rapid valoarea și utilitatea practică și sunt scoase oficial din circulație după 1997 (bancnotele chiar mai repede din 1992 - 1994).

##### Galerie de fotografii cu bancnotele din emisiunea 1996-2000
Bancnotele sunt prezentate în ordinea lansării pe piață. 
Au apărut, în ordine, bancnotele de 50 000 lei (1996), 1000 lei (1998), 5000 lei (1998), 100 000 lei (1998), 10 000 lei (1999) și 50 000 lei (2000). 
Bancnota de 50 000 lei a avut două variante asemănătoare (1996 și 2000 - diferă vioara de lângă portretul lui George Enescu, ca element de siguranță).
|  |  |  |  |

În 1999 a fost emisă și o bancnotă cu valoarea nominală de 2 000 lei, care a avut un caracter mai degrabă comemorativ, fiind lansată cu ocazia eclipsei totale de Soare din 11 august 1999, care a fost vizibilă de pe o suprafață destul de mare din teritoriul României.
Bancnota a fost realizată pe suport de plastic (polimer), metodă folosită la toate emisiunile din perioada următoare. Aceasta a fost prima bancnotă emisă în România (și în Europa, de altfel) pe suport de polimer.
Cu ocazia aceluiași eveniment, în 1999 a fost emisă și o monedă de 500 lei „Eclipsa Solară” din Aluminiu-Magneziu (AlMg3), cu diametrul de 25 mm. Această monedă a fost bătută pentru circulație, într-un tiraj de 4.000.000 de exemplare, dar și un tiraj proof de 3 000 de bucăți. Cu excepția tehnicii de batere, nu există nicio diferență între cele două tipuri de monede.
A urmat apoi emisiunea monetară din perioada 2000-2003.

##### Galerie de fotografii cu monedele și bancnotele din emisiunea 2000-2003
|  |  |  |  |

Bancnotele cu valorile nominale de 10.000 de lei și 500.000 de lei au avut două emisiuni, prima fiind semnată de Emil Iota Ghizari, guvernator interimar al BNR în perioada în care Mugur Isărescu era prim-ministru al României. După revenirea în fruntea BNR a lui Mugur Isărescu, acesta a emis două noi tipuri de bancnote cu valorile nominale de 10.000 de lei și 500.000 de lei, identice cu primele, dar cu semnătura sa.
Este de remarcat faptul că bancnota cu valoarea nominală de 1.000.000 de lei a intrat în Cartea Recordurilor - fiind bancnota de plastic cu cea mai mare valoare nominală din lume.

## Al patrulea leu (RON)

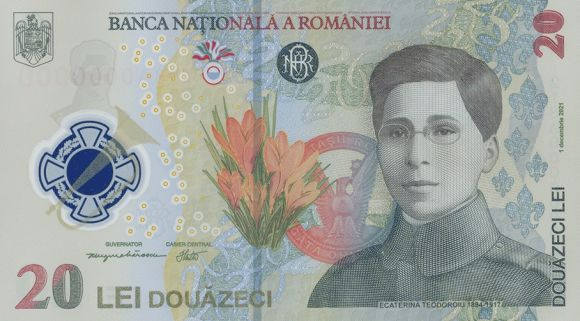
20 lei noi

Al patrulea leu (RON) este cel aflat în circulație în prezent. Leul românesc nou (codul ISO 4217: RON) este noua unitate monetară a României. La data de 1 iulie 2005, leul românesc a pierdut ultimele 4 zerouri, prin denominare (reevaluare) la rata de 1 leu nou (simbol bancar: RON) pentru 10 000 lei "vechi" (simbol bancar: ROL).
De la 1 iulie 2005 sunt în circulație următoarele bancnote și monede:
- monede: 1 ban, 5 bani, 10 bani, 50 bani
- bancnote: 1 leu, 5 lei, 10 lei, 20 lei (emisă în 2021), 50 lei, 100 lei, 200 lei (emisă în 2006), 500 lei

În plus, până la 31 decembrie 2006 au circulat în paralel și vechile însemne monetare, emise în perioada 2000-2003:
- monede: 100 lei (1 ban); 500 lei (5 bani); 1000 lei (10 bani); 5000 lei (50 bani)
- bancnote: 10 000 lei (1 leu); 50 000 lei (5 lei); 100 000 lei (10 lei); 500 000 lei (50 lei); 1 000 000 lei (100 lei)

### Monede
Elemente de siguranță: cantul monedei și modul de realizare a acesteia.
Un leu este divizat în 100 bani și există patru denominații diferite:
| Denominație        | Diametru | Grosime | Masă   | Compoziție                  | Margine                                                      |
| ------------------ | -------- | ------- | ------ | --------------------------- | ------------------------------------------------------------ |
| 1 ban (0,01 lei)   | 16,75 mm | 1 mm    | 2,4 g  | Oțel cu înveliș de alamă    | Netedă                                                       |
| 5 bani (0,05 lei)  | 18,25 mm | 1,5 mm  | 2,78 g | Oțel cu un înveliș de cupru | Zimțată                                                      |
| 10 bani (0,10 lei) | 20,5 mm  | 1,9 mm  | 4 g    | Oțel cu înveliș de nichel   | porțiuni netede și zimțate, intercalate                      |
| 50 bani (0,50 lei) | 23,75 mm | 2 mm    | 6,1 g  | Aliaj cupru-zinc cu nichel  | Textul ROMANIA, de două ori, cu câte o steluță între cuvinte |

| 0,01 | 0,05 | 0,10 | 0,50 |
| ---- | ---- | ---- | ---- |
|      |      |      |      |

| 0,01 | 0,05 | 0,10 | 0,50 |
| ---- | ---- | ---- | ---- |
|      |      |      |      |

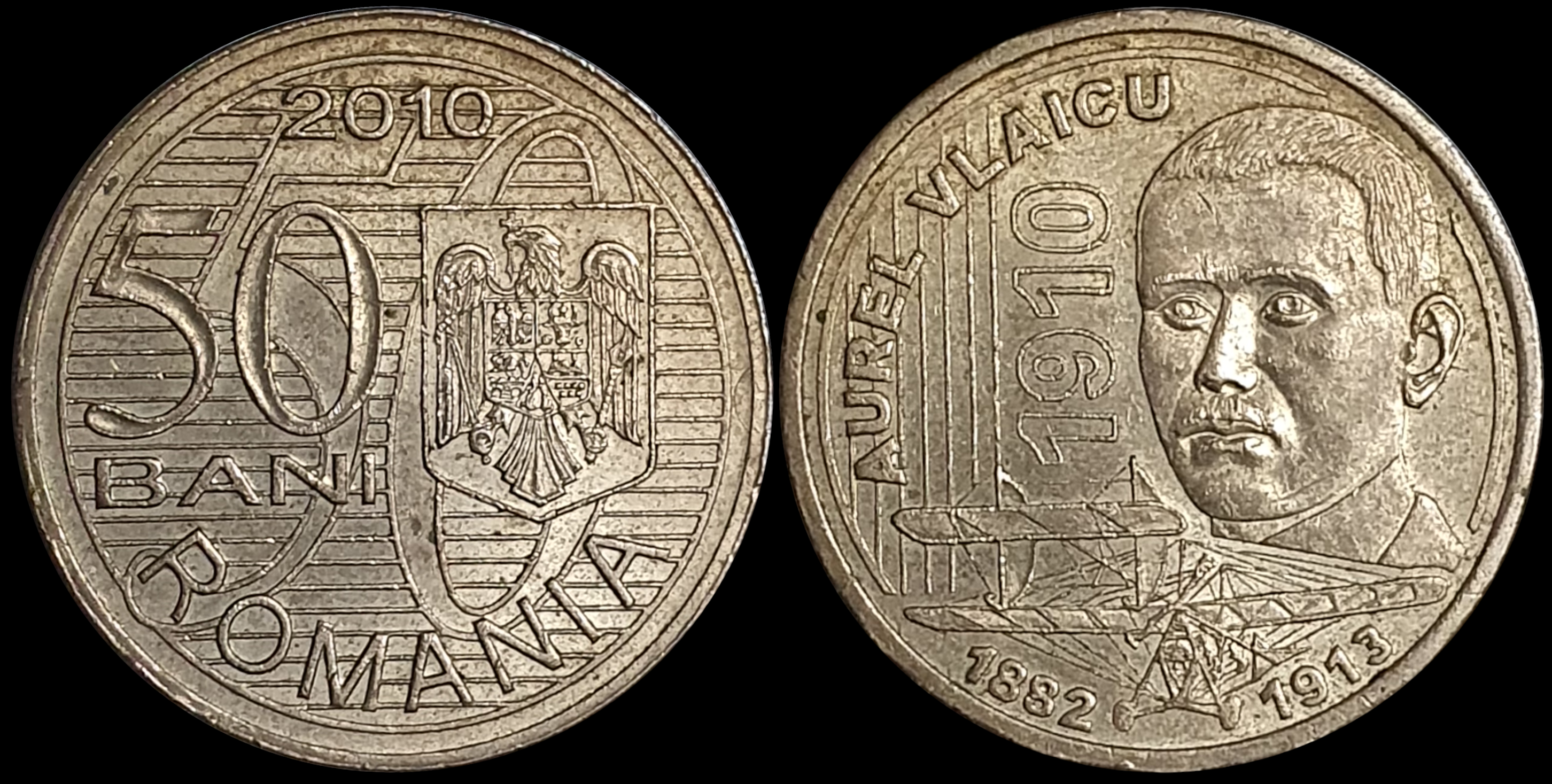
50 bani „Aurel Vlaicu”, 2010

La 25 octombrie 2010, Banca Națională a României a pus în circulație moneda cu valoare nominală de 50 bani „Aurel Vlaicu” din alamă, dedicată aniversării a 100 de ani de la primul zbor românesc efectuat de Aurel Vlaicu, cu un aparat de construcție proprie. Aversul prezintă, de sus în jos, următoarele elemente: anul emisiunii „2010”, valoarea nominală „50 BANI”, stema României și inscripția în arc de cerc „ROMANIA”; pe un fundal cu linii orizontale, este reluată, la dimensiuni mai mari, valoarea nominală a monedei „50”. Reversul prezintă, în stânga, pe un fundal cu linii verticale, inscripția în arc de cerc „AUREL VLAICU” și anul „1910”, când a avut loc primul zbor efectuat de Aurel Vlaicu, cu un aparat de construcție proprie, iar în dreapta, portretul acestuia; în partea de jos, aeroplanul „Vlaicu I” și anii între care a trăit Aurel Vlaicu „1882” și „1913”. Are aceleași caracteristici tehnice cu monedele aflate în circulație la cupiura de 50 bani și va circula în paralel cu monedele de 50 bani, emisiunea 2005. A fost scoasă într-un milion de exemplare. Separat, a fost emisă și o monedă pentru colecționari, tot din metal comun (alamă), cu valoarea nominală de 50 de bani, de calitate proof, într-un tiraj de 5000 de exemplare, elementele grafice fiind asemănătoare cu cele aflate pe moneda emisă pentru circulația obișnuită.

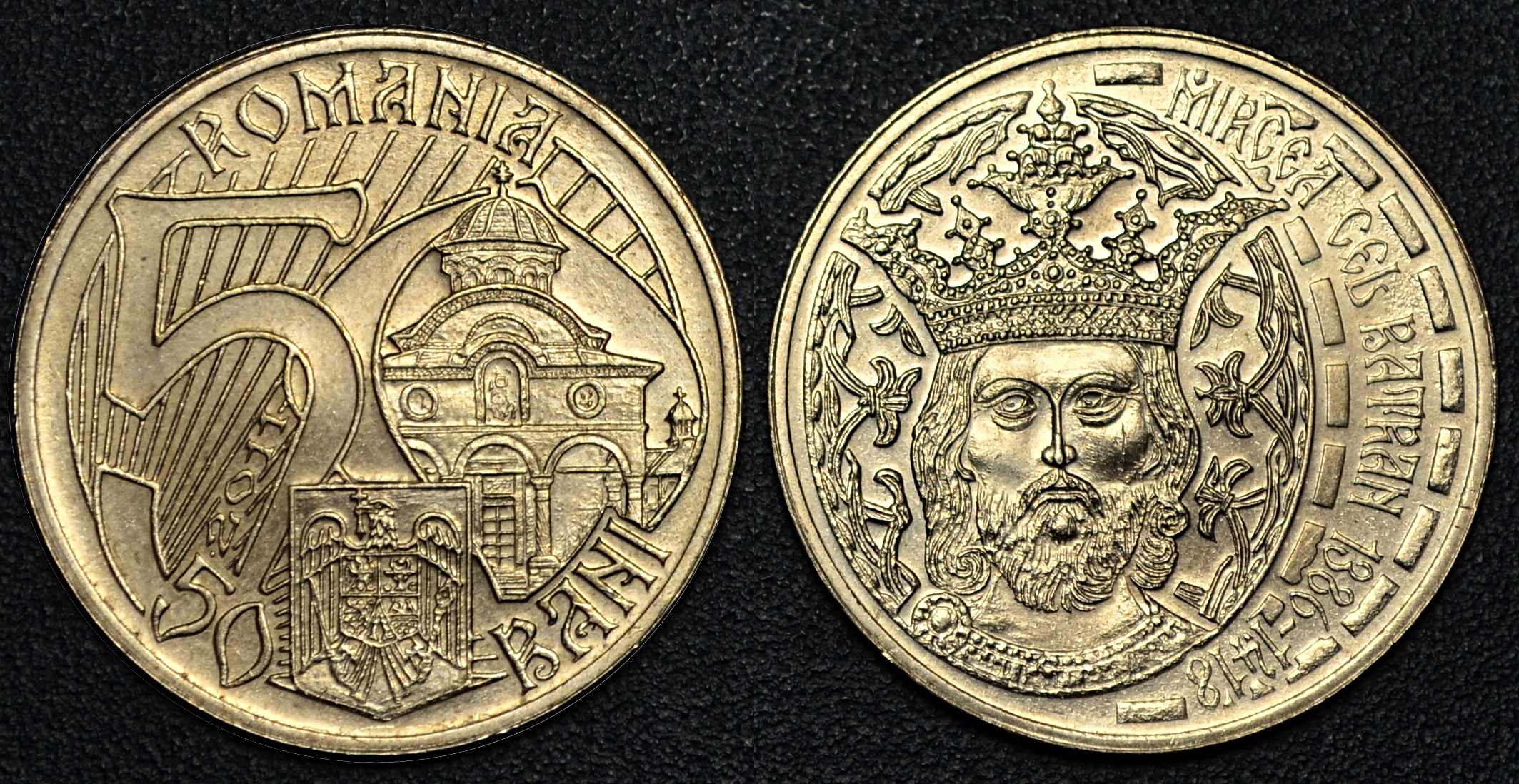
50 bani „Mircea cel Bătrân”, 2011

La 12 septembrie 2011, Banca Națională a României a pus în circulație moneda cu valoare nominală de 50 bani „Mircea cel Bătrân”, din alamă, dedicată aniversării a 625 de ani de la urcarea pe tron a domnitorului Mircea cel Bătrân. Are pe avers, suprapus parțial peste un cerc hașurat, un grupaj de elemente: inscripțiile „ROMANIA“ și „50“, un fragment din imaginea mănăstirii Cozia, anul de emisiune „2011“, valoarea nominală a monedei „50 BANI“ și stema României, iar pe revers portretul domnitorului Mircea cel Bătrân într-un medalion oval și inscripția în arc de cerc „MIRCEA CEL BATRAN 1386-1418” pe un fundal care sugerează un ornament mural de pe biserica mănăstirii Cozia. Are aceleași caracteristici tehnice cu monedele aflate în circulație la cupiura de 50 bani și va circula în paralel cu monedele de 50 bani, emisiunea 2005 și emisiunea 2010. Simultan, Banca Națională a României a lansat în circuitul numismatic o monedă din aur, de calitate „proof”, pentru colecționare, cu valoare nominală de 200 lei, dedicată aniversării a 625 de ani de la urcarea pe tron a domnitorului Mircea cel Bătrân.
La 25 iunie 2012, Banca Națională a României pune în circulație o monedă cu valoarea nominală de 50 de bani, cu ocazia împlinirii a „500 de ani de la urcarea pe tronul Țării Românești a Sfântului Voievod Neagoe Basarab și de la începerea construirii bisericii Mănăstirii Curtea de Argeș”. Moneda este din metal comun (alamă: Cu80%, Zn15%, Ni5%) și este emisă într-un tiraj de 1 000 000 de exemplare. Pe avers, este gravată valoarea nominală „50 BANI”, stema României, inscripția, în arc de cerc, „ROMANIA”, precum și milesimul (anul emisiunii) „2012”. Pe fundal se află gravată reprezentată biserica Mănăstirii Curtea de Argeș, în secțiune. Pe revers, este gravat portretul lui Neagoe Basarab, o imagine a bisericii mănăstirii Curtea de Argeș, anul „1512”, precum și inscripțiile „BISERICA MANASTIRII CURTEA DE ARGES” și „NEAGOE BASARAB”. Tăietura este netedă, având inscripția „ROMANIA” (de două ori) și cu steluță între cele două cuvinte. Moneda are toate celelalte caracteristici întâlnite la moneda cu valoare nominală de 50 de bani, edițiile 2005 și următoarele. Odată cu moneda cu valoare nominală de 50 de bani, este emisă și o monedă de aur, având titlul de 900‰, de calitate „proof”, cu valoarea nominală de 100 de lei, având greutatea de 6,452 g, diametrul de 21 mm. Această monedă din aur este emisă într-un tiraj de 250 de exemplare.
La 28 aprilie 2014, pentru comemorarea a 650 de ani de la urcarea pe tron a voievodului Vladislav I Vlaicu, Banca Națională a României a emis o monedă de circulație, de alamă, având valoarea nominală de 50 de bani, într-un tiraj de 1.000.000 de exemplare. Diametrul monedei este de 23,75 mm, greutatea de 6,1 g. Cantul monedei este inscripționat cu textul ROMANIA de două ori, cu steluță între cele două cuvinte.Din aceeași emisiune face parte și o monedă de aur, cu titlul de 900‰, având valoarea nominală de 100 de lei, cu diametrul de 21 mm, greutatea de 6,452 de grame și de calitate proof. Cantul monedei este zimțat. Moneda de aur a fost emisă în 250 de exemplare.
La 1 iulie 2015 Banca Națională a României a pus în circulație o monedă comemorativă de circulație, cu valoarea nominală de 50 de bani, cu ocazia „împlinirii a 10 ani de la denominarea monedei naționale”, într-un tiraj de1.000.000 de exemplare. Moneda este din alamă, rotundă, având diametrul de 23,75 mm, greutatea de 6,1 grame, iar pe cant este inscripționat de două ori textul ROMANIA, intercalat de câte o steluță. Moneda are aceeași putere de circulație ca și toate celelalte monede cu valoarea nominală de 50 de bani aflate în circulație.
La împlinirea a 575 de ani de când Ioan de Hunedoara a devenit voievod al Transilvaniei, Banca Națională a României a pus în circulație, la 4 aprilie 2016, o monedă comemorativă de alamă. Moneda are valoarea nominală de 50 de bani, este rotundă, cu diametrul de 23,75 mm, are greutatea de 6,1 g, de calitate UNC (necirculată), iar cantul este inscripționat cu textul ROMANIA, de două ori, cu câte o steluță între cuvinte. Tirajul acestor monede este de 1.000.000 de exemplare. Cu același prilej, în atenția colecționarilor, a fost emisă și o monedă de aur, cu valoarea nominală de 100 de lei. Moneda are titlul de 900‰, are diametrul de 21 mm, greutatea de 6,452 g, iar cantul este zimțat. Întregul tiraj de 250 de exemplare este de calitate proof.
În 2019, au fost emise și puse în circulație noi cupuri, cu valori nominale de 1 ban, 5 bani, 10 bani și 50 de bani. Aceste au aceleași dimensiuni și elemente grafice ca vechile emisiuni, unica deosebire este noua formă a stemei României, devenită obligatorie, începând cu anul 2019. 

### Bancnote
Elementele de siguranță comune tuturor bancnotelor sunt: fereastra transparentă, filigranul, firul de siguranță elementul de suprapunere și banda iridescentă. În plus, începând cu bancnota de 20 lei în sus, acestea sunt imprimate în relief, iar de la valoarea nominală de 50 lei în sus bancnotele românești au și microperforații.
| Față (recto) | Valoare | Spate (verso) | Descriere |
| ------------ | ------- | ------------- | --- |
|              | 1 leu   |               | Dimensiune: 120 × 62 mm, identică cu cea a bancnotei de 5 €. Culoare predominantă: verde. Pe față se află portretul istoricului Nicolae Iorga, iar pe verso Mănăstirea Curtea de Argeș precum și stema Țării Românești.                                |
|              | 5 lei   |               | Dimensiune: 127 × 67 mm, identică cu cea a bancnotei de 10 €. Culoare predominantă: violet. Pe față se află portretul compozitorului George Enescu, iar pe verso Ateneul Român precum și un pian și un fragment de partitură muzicală.                 |
|              | 10 lei  |               | Dimensiune: 133 × 72 mm, identică cu cea a bancnotei de 20 €. Culoare predominantă: roșu. Pe față se află portretul pictorului Nicolae Grigorescu, iar pe verso o casă țărănească din județul Vâlcea și un fragment dintr-o pictură de-a sa.           |
|              | 20 lei  |               | Dimensiune: 136 x 77 mm mm. Culoare predominantă: verde oliv. Pe față se află portretul eroinei Ecaterina Teodoroiu, dar și o floare de crin, iar pe verso Mausoleul de la Mărășești și o reprezentare a Victoriei înaripate de pe Medalia Victoriei.  |
|              | 50 lei  |               | Dimensiune: 140 × 77 mm, identică cu cea a bancnotei de 50 €. Culoare predominantă: galben. Pe față se află portretul aviatorului și inventatorului Aurel Vlaicu, iar pe verso Avionul Vlaicu II și un cap de vultur.                                  |
|              | 100 lei |               | Dimensiune: 147 × 82 mm, identică cu cea a bancnotei de 100 €. Culoare predominantă: albastru. Pe față se află portretul scriitorului Ion Luca Caragiale, iar pe verso o statuie a sa și vechea clădire a Teatrului Național din București.            |
|              | 200 lei |               | Dimensiune: 150 × 82 mm. Culoare predominantă: portocaliu. Pe față se află portretul scriitorului și filosofului Lucian Blaga, iar pe verso Gânditorul de la Hamangia și o veche moară de apă.                                                         |
|              | 500 lei |               | Dimensiune: 153 × 82 mm, identică cu cea a bancnotei de 200 €. Culoare predominantă: gri. Pe față se află portretul poetului Mihai Eminescu, iar pe verso o pagină din ziarul „Timpul”, un tei, și clădirea Bibliotecii Centrale Universitare din Iași |

Pentru bancnota cu valoarea nominală de 10 lei au fost două emisiuni diferite (2005 și 2008), având nuanțe de culoare și elemente de securitate diferite.
În 2019, au fost emise și puse în circulație noi cupuri, cu valori nominale de 1 leu, 5 lei, 10 lei, 50 de lei, 100 de lei, 200 de lei și 500 de lei. Aceste bancnote au aceleași dimensiuni și elemente grafice ca vechile emisiuni, unica deosebire este noua formă a stemei României, devenită obligatorie, începând cu anul 2019. Bancnotele purtând noua stemă au înscrisă pe avers data de 1 ianuarie 2018.
În data de 30 iulie 2019, Consiliul de Administrație al BNR a anunțat, în urma ședinței, că începând cu anul 2020, se va introduce în circulație bancnota cu valoare nominală de 20 de lei, pe fața acesteia aflându-se portretul Ecaterinei Teodoroiu. Bancnota a fost lansată pe 26 noiembrie 2021, când au fost prezentate toate detaliile acesteia. A intrat în circulație pe teritoriul României la 1 decembrie 2021. Este prima bancnotă românească pe care este înfățișată o personalitate feminină.

## Filatelie
În 1967, cu prilejul Centenarului monedei naționale, serviciile poștale românești au pus în circulație o serie de 2 mărci poștale, cu valorile nominale de 55 bani și respectiv de 1,20 lei.

## Alte state care folosesc unități monetare numite „leu”
- Bulgaria - levă
- Republica Moldova - leu

## Agregatul M0
| Agregatul monetar       | 2003 | 2004 | 2005   | 2006   | 2007   | 2008   | 2009   | 2010   | 2011   | 2012   |
| ----------------------- | ---- | ---- | ------ | ------ | ------ | ------ | ------ | ------ | ------ | ------ |
| M0 Milioane lei         | 5765 | 7629 | 11 564 | 14 670 | 23 058 | 26 960 | 25 617 | 28 253 | 32 357 | 31 877 |
| % față de anul anterior |      | 32 % | 52 %   | 27 %   | 57 %   | 17 %   | -5 %   | 10 %   | 15 %   |        |